# Renubala Mahanta
Renubala Mahanta (ur. 1 stycznia 1991) – hinduska lekkoatletka, skoczkini w dal.
Podczas mistrzostw świata juniorów w 2010 Mahanta odpadła w eliminacjach skoku w dal uzyskując w jedynym mierzonym skoku 4,37 m (ostatnie 20. miejsce i brak awansu do finału). Kontrola antydopingowa przeprowadzona w dniu zawodów (22 lipca 2010) wykazała stosowanie przez zawodniczkę stosowanie niedozwolonych środków, w związku z czym nałożono na Hinduskę karę dwuletniej dyskwalifikacji (20 sierpnia 2010 – 19 sierpnia 2012).

## Osiągnięcia
| Rok  | Impreza                               | Miejsce | Konkurencja | Lokata     | Wynik |
| ---- | ------------------------------------- | ------- | ----------- | ---------- | ----- |
| 2007 | Mistrzostwa Azji południowej juniorów | Kolombo | skok w dal  | 2. miejsce | 5,65  |
| 2010 | Mistrzostwa Azji juniorów             | Hanoi   | skok w dal  | 2. miejsce | 6,11w |

## Rekordy życiowe
- Skok w dal – 6,16 (2009)